# Talbot-meester

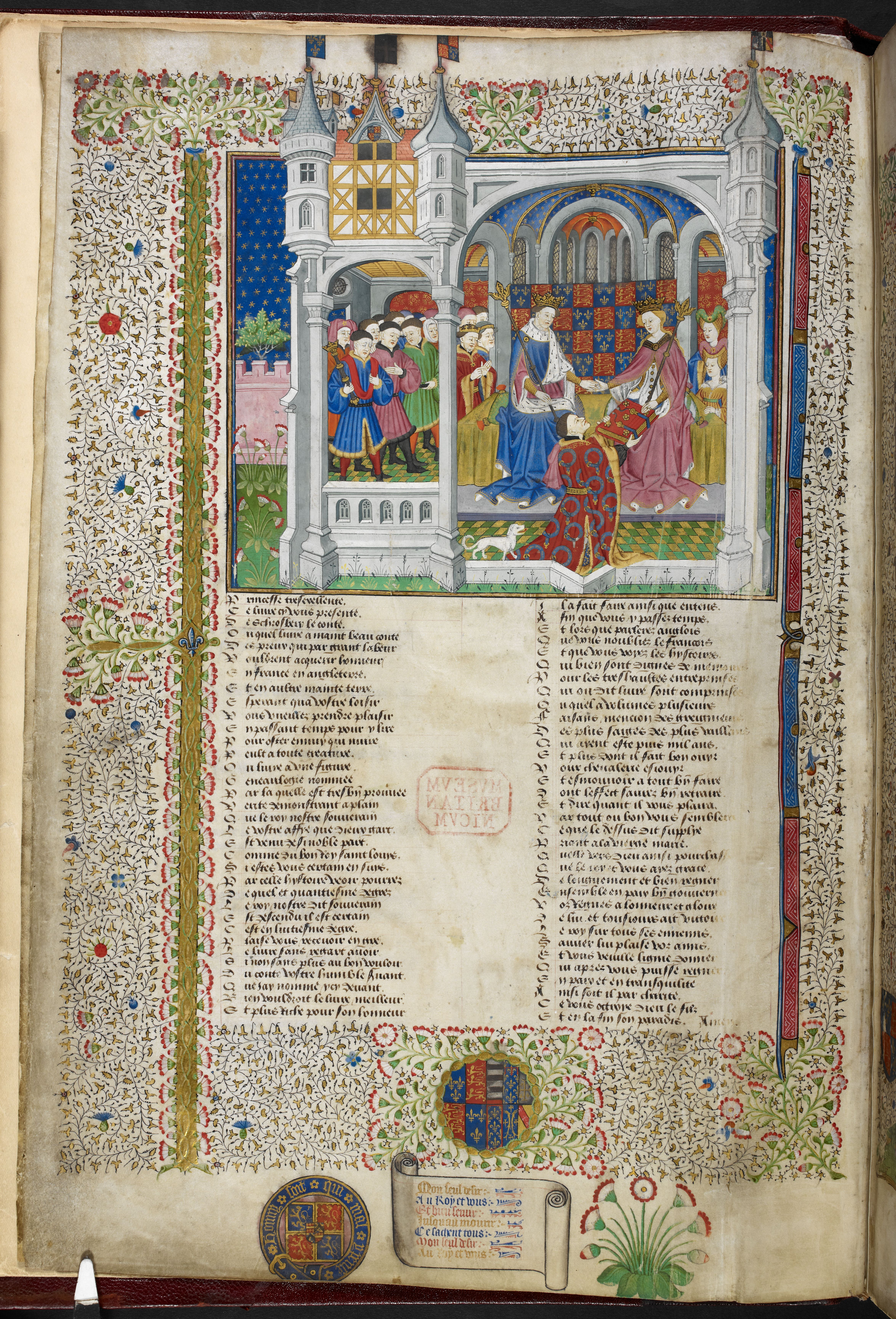
John Talbot presenteert het door hem bestelde handschrift aan Margaretha van Anjou. Talbot-Shrewsbury boek

De Talbot-meester is de noodnaam van een anonieme 
miniaturist die actief was in Normandië tussen 1430 en 1460. Hij kreeg zijn noodnaam naar een boek dat hij maakte voor John Talbot, graaf van Shrewsbury, die het schonk aan Margaretha van Anjou in 1445 ter gelegenheid van haar huwelijk met Hendrik VI van Engeland. Het wordt nu bewaard in de British Library in Londen als Royal 15 E. VI.
Voor dezelfde opdrachtgever en diens echtgenote Margaretha Beauchamp, maakte hij voordien al drie getijdenboeken nu bewaard in het Fitzwilliam Museum in Cambridge, als ms. 40.1950 en ms. 40.1950 en in de National Library of Scotland, Blairs College te Edinburgh.

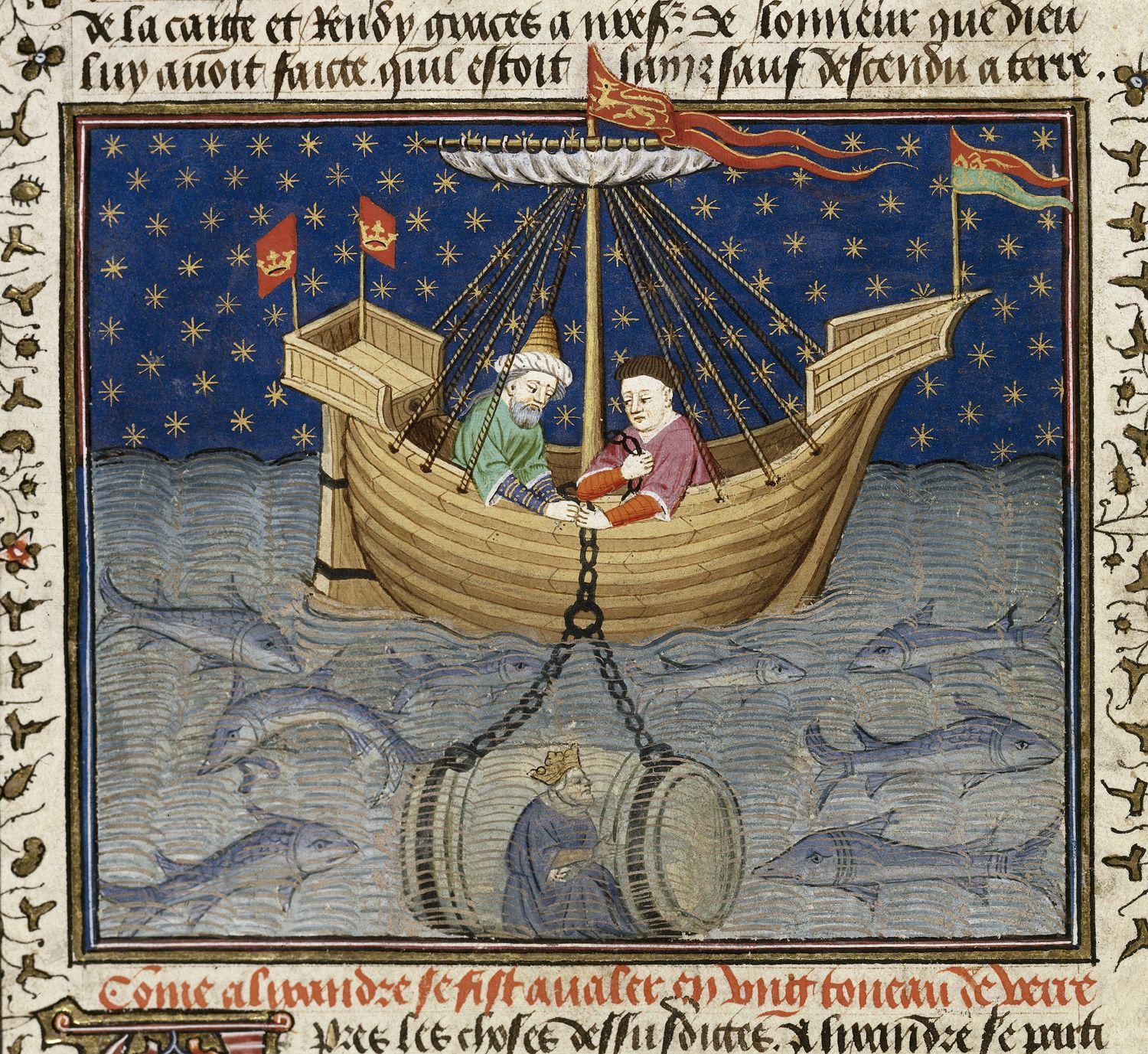
Alexander de Grote onderzoekt de zee vanuit een ton. Talbot-Shrewsbury boek

De meester zou zijn opleiding gekregen hebben in  Parijs in de omgeving van de Boucicaut-meester. In 1436, na de vrede van Atrecht, als de Engelse troepen zich terugtrokken uit Parijs naar Rouen vestigde de meester zich daar. Als de Engelsen in 1449 uit Rouen verdreven worden blijft hij daar aan de slag onder meer voor het schepencollege van de stad.
In het begin van zijn carrière zou hij samengewerkt hebben met de Meester van de Gouden Legende van München.

## Werken
- Brussel, Koninklijke Bibliotheek van België, Ms. 9078. Vertaling van de Facta et dicta memorabilia van Valerius Maximus in het Frans door Simon de Hesdin en Nicolas de Gonesse.[3]
- Cambridge, Fitzwilliam Museum, Ms.40-1950 en Ms.40-1951. Getijdenboeken John Talbot,
- Dublin, Royal Irish Academy, Ms.12 R 31. Getijdenboek voor gebruik in Sarum, Rouen ca. 1444.[4]
- Edinburgh National Library of Scotland Blairs College, getijdenboek John Talbot
- Londen, British Library, Royal MS 15 E VI, Talbot-Shrewsbury boek.[5]
- Londen, British Library, Royal 16 G.V. Des Cleres et nobles femmes vertaling van De mulieribus claris van Giovanni Boccaccio, ca.1440, British Library.[6].
- Londen, British Library, Royal 17 E I, Li Livres dou Trésor van Brunetto Latini, ca. 1440.[7].
- Londen, British Library, Royal 18.D.VII Des cas des nobles hommes et femmes vertaling van De casibus virorum illustrium van Giovanni Boccaccio door Laurent de Premierfait, ca 1440.[8]
- Vaticaanstad, Biblioteca Apostolica Vaticana, Ms Vat lat 14395, getijdenboek voor gebruik in Thérouanne, in samenwerking met de Fastolf-meester ca. 1430-1440, [9]
- Parijs, Bibliothèque nationale de France, Fr.126, Compilatie van teksten van Cicero in een vertaling door Laurent de Premierfait, teksten van Alain Chartier en een vertaling van de De informatione principum door Jean Golein, ca.1450.[10]
- Rouen, Bibliothèque municipale de Rouen, Ms.927. Frontispice van een manuscript met de Franse vertaling door Nicole Oresme van de Politika van Aristoteles, met andere teksten verlucht door Loyset Liédet, voor het schepencollege van Rouen omstreeks 1452-1454.[11]

- Bibliothèque nationale de France: cb15499878q (data)
- Library of Congress Control Number: nr98015531
- Union List of Artist Names: 500053868
- Virtual International Authority File: 96039001
- WorldCat: E39PBJr3m3kBmxkpRCtBrxCvpP